# Primera División (Chile) 2011 Clausura
Die Clausura der Primera División 2011, auch unter dem Namen Campeonato Nacional Clausura Petrobras 2011 bekannt, war die 89. Spielzeit der Primera División, der höchsten Spielklasse im Fußball in Chile. Die Saison begann am 29. Juli und endete am 29. Dezember.
Die Saison wurde wie bereits in den Vorjahren in zwei eigenständige Halbjahresmeisterschaften, der Apertura und Clausura, unterteilt.
Die Meisterschaft gewann das Team von CF Universidad de Chile, das sich im Finale gegen CD Cobreloa durchsetzen konnte. Für den Titelverteidiger war es der 15. Meisterschaftstitel, der sich neben dem punktbesten Team der Gesamttabelle CD Universidad Católica damit gleichzeitig für die Copa Libertadores 2012 qualifizierte. Als zweitbestes Team der Gesamttabelle qualifizierte sich Unión Española.
Anhand der Gesamttabelle stiegen Santiago Morning und Deportivo Ñublense direkt ab. Über die Relegations-Playoffs gab es keine weiteren Absteiger.

## Modus
Die 18 Teams spielen einmalig jeder gegen jeden. Die ersten acht Teams der Tabelle qualifizieren sich für die Finalrunde.
Die Finalrunde findet im K.-o.-System mit Hin- und Rückspiel statt. Sieger ist das Team mit mehr Toren in beiden Spielen. Bei Torgleichstand gilt die Platzierung der Ligaphase. Für die Copa Libertadores qualifizieren sich die beiden Meister sowie das punktbeste Team der Gesamttabelle. Zwei Absteiger werden am Ende der Clausura anhand der Gesamttabelle aus Apertura und Clausura ermittelt. Die beiden letzten Vereine steigen direkt ab. Die beiden Teams auf Platz 15 und 16 der Gesamttabelle spielen Relegations-Playoffs gegen die qualifizierten Zweitligisten.

## Teilnehmer
Die Absteiger der Vorsaison CD San Luis de Quillota und Everton de Viña del Mar wurden durch die Aufsteiger aus der Primera B Unión La Calera und Deportes Iquique ersetzt. Folgende Vereine nahmen daher an der Meisterschaft 2011 teil:
| Mannschaft                | Stadt             | Stadion                                      | Kapazität |
| ------------------------- | ----------------- | -------------------------------------------- | --------- |
| Audax Italiano            | Santiago de Chile | Estadio Bicentenario Municipal de La Florida | 12.000    |
| CD Cobreloa               | Calama            | Estadio Zorros del Desierto                  | 20.180    |
| CD Cobresal               | El Salvador       | Estadio El Cobre                             | 20.752    |
| CSD Colo-Colo             | Santiago de Chile | Estadio Monumental                           | 45.000    |
| Deportes La Serena        | La Serena         | Estadio La Portada                           | 15.000    |
| Deportivo Ñublense        | Chillán           | Estadio Nelson Oyarzún                       | 12.000    |
| CD Huachipato             | Talcahuano        | Estadio CAP                                  | 10.500    |
| CD O’Higgins              | Rancagua          | Estadio El Teniente                          | 15.450    |
| CD Palestino              | Santiago de Chile | Estadio Municipal de La Cisterna             | 08.000    |
| Deportes Iquique          | Iquique           | Estadio Tierra de Campeones                  | 12.000    |
| Santiago Morning          | Santiago de Chile | Estadio Municipal de La Pintana              | 06.000    |
| Santiago Wanderers        | Valparaíso        | Estadio Elías Figueroa Brander               | 18.500    |
| Universidad Católica      | Santiago de Chile | Estadio San Carlos de Apoquindo              | 13.000    |
| Universidad de Chile      | Santiago de Chile | Estadio Nacional de Chile                    | 49.000    |
| Universidad de Concepción | Concepción        | Estadio Municipal de Concepción              | 29.000    |
| Unión Española            | Santiago de Chile | Estadio Santa Laura                          | 19.000    |
| Unión La Calera           | La Calera         | Estadio Municipal Nicolás Chahuán Nazar      | 10.000    |
| Unión San Felipe          | San Felipe        | Estadio Municipal Javier Muñoz Delgado       | 10.000    |

## Ligaphase
| Pl.                                    | Verein                    | Sp. | S  | U | N  | Tore    | Diff. | Punkte |
| -------------------------------------- | ------------------------- | --- | -- | - | -- | ------- | ----- | ------ |
| 1.                                     | Universidad de Chile (M)  | 17  | 11 | 6 | 0  | 039:150 | +24   | 39     |
| 2.                                     | CD Cobreloa               | 17  | 9  | 4 | 4  | 027:170 | +10   | 31     |
| 3.                                     | CSD Colo-Colo             | 17  | 9  | 3 | 5  | 027:280 | −1    | 30     |
| 4.                                     | Audax Italiano            | 17  | 8  | 5 | 4  | 029:230 | +6    | 29     |
| 5.                                     | Universidad Católica      | 17  | 8  | 4 | 5  | 029:180 | +11   | 28     |
| 6.                                     | Deportes La Serena        | 17  | 8  | 4 | 5  | 026:130 | +13   | 28     |
| 7.                                     | Unión La Calera (N)       | 17  | 7  | 3 | 7  | 020:180 | +2    | 24     |
| 8.                                     | Unión Española            | 17  | 6  | 5 | 6  | 031:230 | +8    | 23     |
| 9.                                     | CD Cobresal               | 17  | 6  | 5 | 6  | 022:290 | −7    | 23     |
| 10.                                    | CD Santiago Wanderers     | 17  | 5  | 5 | 7  | 019:220 | −3    | 20     |
| 11.                                    | Deportes Iquique (N)      | 17  | 5  | 5 | 7  | 030:410 | −11   | 20     |
| 12.                                    | CD Santiago Morning       | 17  | 6  | 1 | 10 | 029:340 | −5    | 19     |
| 13.                                    | Deportivo Ñublense        | 17  | 6  | 1 | 10 | 029:340 | −5    | 19     |
| 14.                                    | Universidad de Concepción | 17  | 4  | 7 | 6  | 020:210 | −1    | 19     |
| 15.                                    | CD Palestino              | 17  | 4  | 7 | 6  | 019:240 | −5    | 19     |
| 16.                                    | CD O’Higgins              | 17  | 4  | 5 | 8  | 023:260 | −3    | 17     |
| 17.                                    | CD Huachipato             | 17  | 4  | 5 | 8  | 025:300 | −5    | 17     |
| 18.                                    | Unión San Felipe          | 17  | 1  | 6 | 10 | 021:360 | −15   | 09     |
| Quelle: www.rsssf.org, Stand: Endstand |                           |     |    |   |    |         |       |        |

| (M) | Vorjahresmeister | (N) | Aufsteiger |

## Finalrunde

### Viertelfinale
|                         | Gesamt |                         | Hinspiel | Rückspiel |
| ----------------------- | ------ | ----------------------- | -------- | --------- |
| Unión Española          | 0:4    | CD Universidad Católica | 0:1      | 0:3       |
| CD Universidad Católica | 4:1    | Audax Italiano          | 3:1      | 1:0       |
| Unión La Calera         | 3:5    | CD Cobreloa             | 0:1      | 3:4       |
| Deportes La Serena      | 3:9    | CSD Colo-Colo           | 2:6      | 1:3       |

### Halbfinale
|                         | Gesamt |                         | Hinspiel | Rückspiel |
| ----------------------- | ------ | ----------------------- | -------- | --------- |
| CD Universidad Católica | 3:3    | CF Universidad de Chile | 1:2      | 2:1       |
| CSD Colo-Colo           | 4:4    | CD Cobreloa             | 2:3      | 2:1       |

Universidad de Chile und CD Cobreloa qualifizierten sich durch die bessere Platzierung in der Ligaphase für das Finale.

### Finale
Das Hinspiel fand am 26. Dezember, das Rückspiel am 29. Dezember statt.
|             | Gesamt |                         | Hinspiel | Rückspiel |
| ----------- | ------ | ----------------------- | -------- | --------- |
| CD Cobreloa | 0:3    | CF Universidad de Chile | 0:0      | 0:3       |

Mit dem Erfolg gewann CF Universidad de Chile seinen 15. Meisterschaftstitel.

## Beste Torschützen
| Rang | Spieler              | Klub                    | Tore |
| ---- | -------------------- | ----------------------- | ---- |
| 1    | Esteban Paredes      | CSD Colo-Colo           | 14   |
| 2    | Sebastián Pinto      | CD O’Higgins            | 13   |
| 3    | Facundo Pereyra      | Audax Italiano          | 12   |
| 4    | Diego Barrios        | CD Cobreloa             | 9    |
|      | Miguel Ángel Cuéllar | CD Cobresal             | 9    |
|      | Nicolás Canales      | CD Palestino            | 9    |
| 7    | Cristian Bogado      | Deportes Iquique        | 8    |
|      | Leonardo Monje       | Unión Española          | 8    |
|      | Lucas Simón          | Unión La Calera         | 8    |
|      | Francisco Castro     | CF Universidad de Chile | 8    |
|      | Álvaro Ramos         | Deportes Iquique        | 7    |
|      | Gabriel Vargas       | CF Universidad de Chile | 7    |
|      | Eduardo Vargas       | CF Universidad de Chile | 7    |

## Gesamttabelle
| Pl.                                    | Verein                    | Sp. | S  | U  | N  | Tore    | Diff. | Punkte |
| -------------------------------------- | ------------------------- | --- | -- | -- | -- | ------- | ----- | ------ |
| 1.                                     | Universidad de Chile (M)  | 34  | 21 | 11 | 2  | 078:350 | +43   | 74     |
| 2.                                     | Universidad Católica      | 34  | 19 | 9  | 6  | 063:360 | +27   | 66     |
| 3.                                     | Unión Española            | 34  | 15 | 10 | 9  | 064:410 | +23   | 55     |
| 4.                                     | CSD Colo-Colo             | 34  | 16 | 6  | 12 | 055:540 | +1    | 54     |
| 5.                                     | Audax Italiano            | 34  | 14 | 8  | 12 | 053:510 | +2    | 50     |
| 6.                                     | CD Cobreloa               | 34  | 13 | 10 | 11 | 043:390 | +4    | 49     |
| 7.                                     | Unión La Calera           | 34  | 14 | 7  | 13 | 038:360 | +2    | 49     |
| 8.                                     | Deportes La Serena        | 34  | 13 | 10 | 11 | 054:510 | +3    | 49     |
| 9.                                     | CD Palestino              | 34  | 13 | 10 | 11 | 045:440 | +1    | 49     |
| 10.                                    | CD O’Higgins              | 34  | 11 | 11 | 12 | 042:490 | −7    | 44     |
| 11.                                    | Deportes Iquique          | 34  | 10 | 11 | 13 | 048:630 | −15   | 41     |
| 12.                                    | CD Cobresal               | 34  | 11 | 6  | 17 | 048:700 | −22   | 39     |
| 13.                                    | Universidad de Concepción | 34  | 10 | 9  | 15 | 044:470 | −3    | 39     |
| 14.                                    | CD Huachipato             | 34  | 10 | 9  | 15 | 049:570 | −8    | 39     |
| 15.                                    | CD Santiago Wanderers     | 34  | 10 | 9  | 15 | 042:530 | −11   | 39     |
| 16.                                    | Unión San Felipe          | 34  | 9  | 10 | 15 | 041:510 | −10   | 37     |
| 17.                                    | CD Santiago Morning       | 34  | 9  | 7  | 18 | 051:640 | −13   | 34     |
| 18.                                    | Deportivo Ñublense        | 34  | 10 | 3  | 21 | 039:610 | −22   | 33     |
| Quelle: www.rsssf.org, Stand: Endstand |                           |     |    |    |    |         |       |        |

| (M) | Vorjahresmeister |
| (N) | Aufsteiger       |

## Relegations-Playoffs
|             | Gesamt |                        | Hinspiel | Rückspiel |
| ----------- | ------ | ---------------------- | -------- | --------- |
| Naval (2)   | 2:3    | Santiago Wanderers (1) | 0:1      | 2:2       |
| Everton (2) | 1:2    | Unión San Felipe (1)   | 1:0      | 0:2       |

Damit bleiben alle Relegationsteilnehmer in ihren jeweiligen Ligen.